# Élections européennes de 2024 au Luxembourg
Pour un article plus général, voir Élections européennes de 2024.
Les élections européennes de 2024 au Luxembourg ont eu lieu le 9 juin 2024 afin d'élire les six députés européens représentants le Luxembourg durant la dixième législature du Parlement européen.

## Contexte
Au niveau européen, l'Union européenne est dans une situation de ralentissement économique, de mécontentement en zones rurales, de changement climatique et d'immigration. Des sondages envisagent que le groupe Identité et Démocratie devienne le troisième groupe du parlement européen.
Lors des dernières législatives qui ont lieu le 8 octobre 2023, le Parti populaire chrétien-social (CSV) arrive à nouveau en tête, tandis que la coalition du Premier ministre Xavier Bettel perd la majorité absolue des sièges en raison du recul des Verts, que ne parvient pas à compenser la progression du Parti démocratique (DP) de Bettel et du Parti ouvrier socialiste luxembourgeois (LSAP).
Après dix années passées dans l'opposition, le dirigeant du CSV, Luc Frieden, devient Premier ministre le 17 novembre à la tête d'un gouvernement de coalition avec le DP.

## Organisation

### Mode de scrutin
Les six eurodéputés luxembourgeois sont élus au suffrage universel direct dans une circonscription unique à l’échelle du pays. L'élection se tient au scrutin proportionnel plurinominal pour départager les listes de six candidats présentées par les partis. Les électeurs peuvent soit voter pour les six candidats d'une liste, soit panacher les bulletins de vote pour sélectionner six candidats de différentes listes.
Chaque parti se voit ensuite attribuer un nombre de sièges proportionnel au nombre total de suffrages exprimés pour ses candidats, les sièges étant alors attribués aux candidats de ce parti ayant obtenu le plus de voix.
Il n'y a pas de seuil électoral à atteindre et les sièges sont attribués selon la méthode d'Hondt.

## Campagne électorale

### Partis et candidats

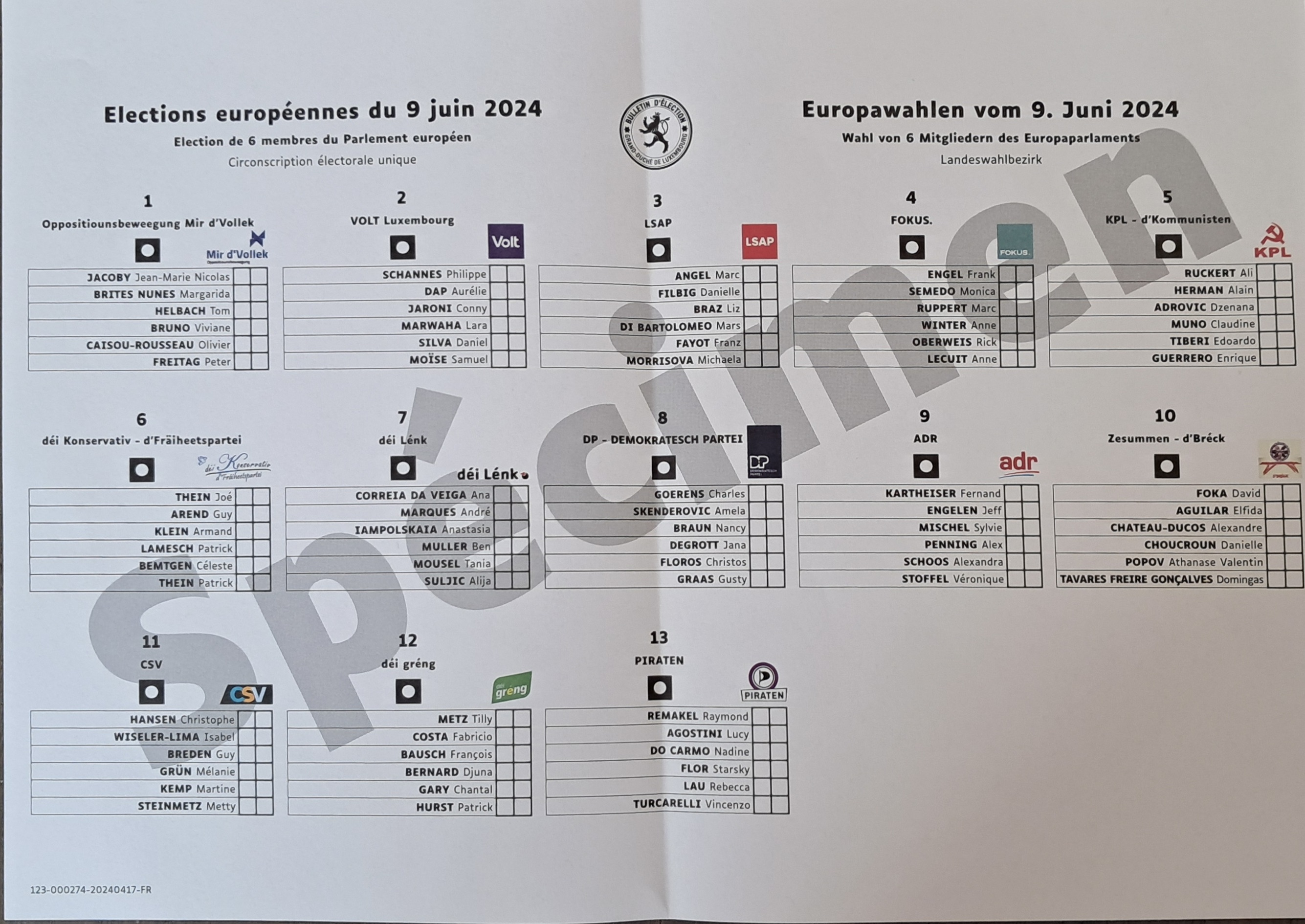
Spécimen d'un bulletin de vote contenant les 13 listes et 78 candidats.

Le 11 avril 2024, le tirage au sort a désigné l'ordre des 13 listes en lice aux élections européennes
- Liste 1 – Oppositiounsbeweegung Mir d’Vollek
- Liste 2 – VOLT Luxembourg
- Liste 3 – LSAP
- Liste 4 – FOKUS
- Liste 5 – KPL – d’Kommunisten
- Liste 6 – déi Konservativ – d‘Fräiheetspartei
- Liste 7 – Déi Lénk
- Liste 8 – DP – DEMOKRATESCH PARTEI
- Liste 9 – ADR
- Liste 10 – Zesummen – d‘Bréck
- Liste 11 – CSV
- Liste 12 – déi gréng
- Liste 13 – PIRATEN

| Parti politique | Parti politique                                                                          | Positionnement et idéologie                                               | Candidats | Affiliation européenne | Députés sortants | Députés sortants |
| Parti politique | Parti politique                                                                          | Positionnement et idéologie                                               | Candidats | Affiliation européenne | Nombre           | Groupe politique |
| --------------- | ---------------------------------------------------------------------------------------- | ------------------------------------------------------------------------- | --- | ---------------------- | ---------------- | ---------------- |
|                 | Parti populaire chrétien-social (lb) Chrëschtlech-Sozial Vollekspartei                   | Centre droit Démocratie chrétienne, conservatisme social                  | 1. Isabel Wiseler-Lima 2. Christophe Hansen 3. Guy Breden 4. Melanie Grün 5. Martine Kemp 6. Metty Steinmetz     | PPE                    | 2 / 6            | PPE              |
|                 | Les Verts (lb) déi Gréng                                                                 | Centre gauche Écologisme                                                  | 1. Tilly Metz 2. Fabricio Costa 3. François Bausch 4. Djuna Bernard 5. Chantal Gary 6. Patrick Hurst             | PVE                    | 1 / 6            | Verts/ALE        |
|                 | Parti démocratique (lb) Demokratesch Partei                                              | Centre droit Libéralisme, social-libéralisme, europhilie                  | 1. Charles Goerens 2. Amela Skenderovic 3. Nancy Braun 4. Jana Degrott 5. Christos Floros 6. Gusty Graas         | Parti ALDE             | 1 / 6            | ADLE             |
|                 | Parti ouvrier socialiste luxembourgeois (lb) Lëtzebuerger Sozialistesch Aarbechterpartei | Centre gauche Social-démocratie, europhilie                               | 1. Marc Angel 2. Danielle Filbig 3. Liz Braz 4. Mars Di Bartolomeo 5. Franz Fayot 6. Michaela Morrisova          | PSE                    | 1 / 6            | S&D              |
|                 | Parti réformiste d'alternative démocratique (lb) Alternativ Demokratesch Reformpartei    | Droite National-conservatisme, libéralisme, euroscepticisme               | 1. Fernand Kartheiser 2. Jeff Engelen 3. Sylvie Mischel 4. Alex Penning 5. Alexandra Schoos 6. Véronique Stoffel | ACRE                   | 0 / 6            | CRE              |
|                 | Volt Luxembourg                                                                          | Centre Progressisme, social-libéralisme, europhilie, fédéralisme européen | 1. Aurélie Dap 2. Philippe Schannes 3. Lara Marwaha 4. Conny Jaroni 5. Daniel Silva 6. Samuel Moïse              | Volt Europa            | 0 / 6            | -                |
|                 | Fokus                                                                                    | Centrisme Pragmatisme, europhilie                                         | 1. Frank Engel 2. Monica Semedo 3. Anne Lecuit 4. Rick Oberweis 5. Marc Ruppert 6. Anne Winter                   | -                      |                  |                  |

## Résultats
| Parti ou coalition       | Parti ou coalition                                | Voix    | %     | +/-  | Sièges | +/-           | Groupe    | Groupe |
| ------------------------ | ------------------------------------------------- | ------- | ----- | ---- | ------ | ------------- | --------- | ------ |
|                          | Parti populaire chrétien-social (CSV)             | 317 334 | 22,91 | 1,81 | 2      | en stagnation | PPE       |        |
|                          | Parti ouvrier socialiste luxembourgeois (LSAP)    | 300 879 | 21,72 | 9,51 | 1      | en stagnation | S&D       |        |
|                          | Parti démocratique (DP)                           | 253 344 | 18,29 | 3,14 | 1      | 1             | RE        |        |
|                          | Les Verts (Gréng)                                 | 162 955 | 11,76 | 7,15 | 1      | en stagnation | Verts/ALE |        |
|                          | Parti réformiste d'alternative démocratique (ADR) | 162 849 | 11,76 | 1,73 | 1      | 1             | CRE       |        |
|                          | Parti pirate (PPL)                                | 68 085  | 4,92  | 2,79 | 0      | en stagnation |           |        |
|                          | La Gauche (Lénk)                                  | 43 701  | 3,15  | 1,69 | 0      | en stagnation |           |        |
|                          | Fokus                                             | 22 222  | 1,60  | Nv   | 0      | Nv            |           |        |
|                          | Volt Luxembourg                                   | 14 348  | 1,04  | 1,07 | 0      | en stagnation |           |        |
|                          | Parti communiste luxembourgeois (KPL)             | 13 368  | 0,97  | 0,17 | 0      | en stagnation |           |        |
|                          | Autres                                            | 26 054  | 1,88  |      | 0      | en stagnation |           |        |
|                          |                                                   |         |       |      |        |               |           |        |
| Votes valides            | Votes valides                                     | 238 771 | 90,85 |      |        |               |           |        |
| Votes blancs et nuls     | Votes blancs et nuls                              | 24 058  | 9,15  |      |        |               |           |        |
| Total                    | Total                                             | 262 829 | 100   | -    | 6      | 8             | -         |        |
| Abstentions              | Abstentions                                       | 56 581  | 17,71 |      |        |               |           |        |
| Inscrits / Participation | Inscrits / Participation                          | 319 410 | 82,29 |      |        |               |           |        |